# Yinjiang
För andra betydelser, se Yinjiang (olika betydelser).
Yinjiang, tidigare stavat Yinkiang, är ett autonomt härad för tujia och miao-folken  som lyder under Tongrens stad på prefekturnivå i Guizhou-provinsen i sydvästra Kina.
1. ↑  http://www.geohive.com/cntry/CN-52_ext.aspx